# Зельдін Володимир Михайлович
Зельдін Володимир Михайлович (28 січня (10 лютого) 1915 — 31 жовтня 2016) — радянський і російський актор. Народний артист СРСР (1975). Лауреат Державної премії СРСР (1951).
Закінчив Театральне училище у Москві (1935). З 1945 р. і до смерті працював у Центральному Театрі Радянської Армії.

## Фільмографія
1. 1938: «Сім'я Оппенгейм» — гість на дні народження Бертольда
2. 1941: «Свинарка і пастух» — Мусаїб Гатуєв, знатний пастух
3. 1944: «Іван Грозний» — молодий секретар Лівонського посла
4. 1947: «Сказання про землю Сибірську» — піаніст Борис Григорович Оленич
5. 1952: «Учитель танців» — Альдемаро
6. 1955: «У квадраті 45» — Борис Миколайович Шмельов, диверсант, він же Потапов-Івін, він же Клязін
7. 1956: «Карнавальна ніч» — клоун
8. 1960: «Повість полум'яних літ» — Грибовський
9. 1964: «Царська наречена» — Бомелій
10. 1965: «Залп «Аврори»» — поручик Андроников
11. 1967: «Берег надії» — Ванденберг
12. 1970: «Дядя Ваня» — Олександр Володимирович Серебряков
13. 1970: «Місія в Кабулі» — майор Стейн, військовий аташе
14. 1972: «Кульбабове вино» — Джон, покійний чоловік Елен
15. 1973: «З тобою і без тебе» — батько Федора
16. 1974: «Блокада» — Вільгельм Ріттер фон Лееб
17. 1975: «На край світу…» — батько Володі
18. 1975: «Це ми не проходили» — капітан I-го рангу
19. 1975: «Полковник у відставці» — Іван Михайлович, однополчанин Полуніна
20. 1975: «Страх висоти» — Володимир Миколайович Дягілєв, професор, науковий керівник Антона
21. 1975: «Центровий з піднебесся» — епізод
22. 1976: «Принцеса на горошині» — обер-гофмейстер
23. 1978: «Дуенья» — Фернандо, син Джеромо
24. 1978: «31 червня» — Меліот, король Перадора, високий повелитель Бергамора, Марралора і Парлота, володар Лансінгтона, шеф рекламного агентства
25. 1979: «Добряки» — Євген Євгенович Вітальєв
26. 1979: «Інспектор Гулл» — Артур Берлінг
27. 1980: «Рафферті» — сенатор Феллоуз, голова сенаторської комісії
28. 1981: «Жінка у білому» — Фредерік Ферлі, есквайр
29. 1983: «Таємниця «Чорних дроздів»» — комісар поліції
30. 1984: «Перемога» — Бірнс
31. 1985: «Маріца» — Шандор
32. 1987: «Десять негренят» — суддя Джон Уоргрейв, звинувачений в засудженні до страти невинного
33. 1988: «Заборонена зона» — дачник
34. 1990: «Час, що канув» — доктор Микола Миколайович Соловйов
35. 1990: «Спокуса Б.» — Павло Павлович, він же Князь
36. 1997: «Вино з кульбабок» — дідусь Сполдінг
37. 2006: «Андерсен. Життя без любові» — сторож в театрі
38. 2006: «Парк радянського періоду» — камео
39. 2006: «Карнавальна ніч 2, або 50 років по тому» — старий клоун, камео

Знявся в українських картинах:
- «Повість полум'яних літ» (1960, Грибовський),
- «Десять негренят» (1987, Воргрейв).
- «Свати» (Микола Миколайович, батько Ольги Миколаївни)